# Saint-Denis-de-Villenette
Saint-Denis-de-Villenette és un municipi francès situat al departament de l'Orne i a la regió de Normandia. L'any 2007 tenia 145 habitants.

## Demografia

### Població
El 2007 la població de fet de Saint-Denis-de-Villenette era de 145 persones. Hi havia 60 famílies de les quals 20 eren unipersonals (8 homes vivint sols i 12 dones vivint soles), 12 parelles sense fills, 24 parelles amb fills i 4 famílies monoparentals amb fills.
La població ha evolucionat segons el següent gràfic:
Habitants censats

### Habitatges
El 2007 hi havia 80 habitatges, 59 eren l'habitatge principal de la família, 15 eren segones residències i 6 estaven desocupats. 78 eren cases i 1 era un apartament. Dels 59 habitatges principals, 42 estaven ocupats pels seus propietaris, 14 estaven llogats i ocupats pels llogaters i 3 estaven cedits a títol gratuït; 1 tenia una cambra, 3 en tenien dues, 7 en tenien tres, 14 en tenien quatre i 34 en tenien cinc o més. 49 habitatges disposaven pel capbaix d'una plaça de pàrquing. A 29 habitatges hi havia un automòbil i a 27 n'hi havia dos o més.

### Piràmide de població
La piràmide de població per edats i sexe el 2009 era:
| Homes | Edats   | Dones |
| ----- | ------- | ----- |
| 0     | 95 o +  | 0     |
| 0     | 90 a 94 | 0     |
| 0     | 85 a 89 | 4     |
| 0     | 80 a 84 | 0     |
| 0     | 75 a 79 | 4     |
| 4     | 70 a 74 | 4     |
| 4     | 65 a 69 | 4     |
| 16    | 60 a 64 | 12    |
| 4     | 55 a 59 | 8     |
| 8     | 50 a 54 | 4     |
| 0     | 45 a 49 | 0     |
| 4     | 40 a 44 | 0     |
| 8     | 35 a 39 | 8     |
| 8     | 30 a 34 | 0     |
| 8     | 25 a 29 | 4     |
| 4     | 20 a 24 | 0     |
| 8     | 15 a 19 | 0     |
| 4     | 10 a 14 | 4     |
| 0     | 5 a 9   | 4     |
| 4     | 0 a 4   | 0     |

## Economia
El 2007 la població en edat de treballar era de 78 persones, 62 eren actives i 16 eren inactives. De les 62 persones actives 59 estaven ocupades (33 homes i 26 dones) i 3 estaven aturades (2 homes i 1 dona). De les 16 persones inactives 7 estaven jubilades, 3 estaven estudiant i 6 estaven classificades com a «altres inactius».

### Ingressos
El 2009 a Saint-Denis-de-Villenette hi havia 59 unitats fiscals que integraven 150,5 persones, la mediana anual d'ingressos fiscals per persona era de 14.687 €.

### Activitats econòmiques
Dels 3 establiments que hi havia el 2007, 1 era d'una empresa de construcció, 1 d'una empresa d'hostatgeria i restauració i 1 d'una empresa classificada com a «altres activitats de serveis».
L'únic servei als particulars que hi havia el 2009 era una lampisteria.
L'any 2000 a Saint-Denis-de-Villenette hi havia 15 explotacions agrícoles que ocupaven un total de 464 hectàrees.

## Poblacions més properes
El següent diagrama mostra les poblacions més properes.